# Heywoodia
Heywoodia, monotipski biljni rod iz porodice filantusovki.
Jedna vrsta je H. lucens, drvo iz tropske istočne i južne Afrike

## Opis
Ova vrsta, pozmnata i kao “smrdljiva ebanovina”, je visoko, zimzeleno drvo i jedina vrsta u rodu Heywoodia; obično se nalazi kako raste u obalnim i riječnim šumama u istočnoj Južnoj Africi. Heywoodia lucens je zimzeleno drvo s visokim granama koje naraste do visine od 25 m. Krošnja stabla je jako razgranata, a oblik koji stablo obično poprima određuju stabla koja rastu oko njega. Ima srebrnozeleno do sivo-smeđe ili tamnosmeđe deblo koja, kako stablo stari postaje hrapavo i ljušti se u tanke i velike komadiće. Deblo je obično ravno i golo i može doseći 1 m u promjeru kada je potpuno razvijeno.
Listovi su tamno sjajno zeleni, kožasti s jasnim venama. Jednostavni su, naizmjenični, jajoliki do lancetasti, na vrhu suženi, dok je baza zaobljena do široko sužena.
Cvjetovi se formiraju u malim, gustim pazušnim glavicama, zelenkasto krem boje, nisu upadljivi i vrlo lako opadaju. H. lucens je dvodomna s muškim i ženskim spolom koji se nalaze na odvojenim stablima. Muški cvjetovi su bez peteljki i rađaju se u gustim grozdovima i u većem su broju nego ženski cvjetovi. Ženski cvjetovi imaju kratke peteljke i nalaze se u pazušcima listova u malim grozdovima ili pojedinačno.
Plodovi rastu u malim grozdovima na peteljkama; to su žutozelene, okruglaste, mesnate čahure, 10 mm duge i 20 mm široke, glatke kad su svježe, naborane kad su suhe, eksplozivno se cijepaju na 5 zalistaka, od kojih se svaki ponovno cijepa i formira 10 segmenata. Sjemenke su usko duguljaste, svijetlosmeđe, glatke i sjajne. Razdoblje cvatnje je u proljeće (listopad), nakon čega slijede plodovi koji su na stablima u rano ljeto (od listopada do prosinca).

## Status zaštite
“Smrdljiva ebanovina” je ocijenjena kao najmanje zabrinjavajuća (LC), prema SANBI Crvenom popisu južnoafričkih biljaka.

## Rasprostranjenost i stanište
Heywoodia lucens se prirodno javlja u zimzelenim šumama i raste u malim skupinama, obično na suhim i pjeskovitim tlima. To je prilično dominantno drvo krošnje u riječnim šumama te u dunskim močvarnim šumama u provincijama Eastern Cape i KwaZulu-Natal u Južnoj Africi; također u Swazilandu i južnom dijelu Mozambika. Ova vrsta ima disjunktivnu rasprostranjenost i također se javlja 2600 km od Kenije i Ugande do sjeverne Tanzanije. H. lucens nije endem Južne Afrike.

## Derivacija imena i povijesni aspekti
Heywoodia je dobila ime po A.W. Heywood-u koji je bio konzervator šuma Tsitsikama i Transkei tijekom 1800-ih. Naziv vrste lucens, znači "sjajan" ili "blistav", što se odnosi na njezino sjajno lišće.

## Ekologija
Heywoodia lucens je dvodomna, što znači da su muški i ženski cvjetovi prisutni na odvojenim biljkama. Da bi došlo do oprašivanja moraju biti prisutne muška i ženska biljka jer je fizički nemoguće da dođe do samooprašivanja. Heywoodiju je potrebno saditi u skupinama s najmanje 1 muškim stablom koje će služiti za oprašivanje većeg broja ženskih stabala.

## Uporaba
Srž je tvrda i teška, tamnoljubičasta, crna nakon sušenja i jakog mirisa. Drvo ovog drveta koristi se za izradu motki, saonica, drški za alate i drvenih žlica. Pogodno je za teške konstrukcije, podove, željezničke pragove, igračke itd. Drvo se također koristi za ogrjev i proizvodnju drvenog ugljena.
Heywoodia je spororastuća biljka; stoga će biti prikladniji za velike i dugotrajne vrtove, kao što su botanički vrtovi i parkovi. Potencijalno je H. lucens izvrstan primjerak stabla. U Nacionalnom botaničkom vrtu Kirstenbosch ovo je stablo posađeno u Aboretumu, gdje se nalazi 'Boomslang' šetalište krošnjama drveća, kao i u raznim drugim dijelovima vrta, a neki su primjerci posađeni prije više od dvadeset godina.